# Alves Barbosa
Alves Barbosa (Fontela, Vila Verde, Figueira da Foz, 24 de dezembro de 1931 — Figueira da Foz, 29 de setembro de 2018) foi um ciclista português.
É o primeiro Português da história do ciclismo a figurar em dez primeiros do Tour de France, em 1956.
Os seus maiores sucessos desportivos obteve-os na Volta a Espanha onde na edição de 1961 conseguiu uma vitória de etapa, e na Volta a Portugal onde conseguiu a vitória absoluta nas edições de 1951, 1956 e 1958, e a ficar colocado nos primeiros dez da Tour de France de 1956.

## Biografia
Iniciou a sua carreira no mundo do ciclismo como amador júnior em 1950. Em 1961, após a sua carreira de corredor foi treinador de ciclismo, no Sport Lisboa e Benfica. Após de retirar foi diretor técnico nacional da modalidade entre (1975-1978 e 1989-1992), e depois comentador para a rádio e a televisão portuguesa.
Morreu a 29 de setembro de 2018, no Hospital distrital da Figueira da Foz, na sequência de problemas respiratórios e cardíacos.
Para além da Volta a Portugal, disputou, entre outras provas internacionais, a Volta a França (1956, 1957, 1958 e 1960), a Volta a Espanha (1957, 1958 e 1961), a Volta a Marrocos (1952 e 1960) e a Volta a Andaluzia (1960 e 1961).

## Palmarés
| - 1951 - Volta a Portugal, prólogo e 3.º etapa - 1952 - 9.º etapa da Volta a Marrocos - 1954 - Campeonato de Portugal em Estrada - Volta a Portugal - 1955 - Prova Ciclística 9 de Julho - 6.ª, 9.ª, 11.ª, 12.ª, 13.ª e 15.ª da Volta a Portugal - 1956 - Campeonato de Portugal em Estrada - 2.ª, 4.ª, 7.ª, 8.ª, 9.ª, 10.ª, 12.ª, 14.ª e 15.ª etapas da Volta a Portugal - 3.º da Volta a Portugal - 10.º do Tour de France - 1957 - 1 etapa da Volta a Portugal | - 1958 - Volta a Portugal - 1.ª, 8.ª, 12.ª, 16.ª, 17.ª, 21.ª, 22.ª e 23.ª etapas - 1959 - 5.ªa, 5.ªb (contrarrelógio por equipas), 13.ª, 14.ª, 15.ª, 16.ª e 19.ª etapas da Volta a Portugal - 1960 - 2 etapas da Volta a Marrocos - 1961 - 4.º etapa da Volta à Andaluzia - 9ª etapa da Volta a Espanha - 2.º no Campeonato de Portugal em Estrada - 1 etapa da Volta a Portugal |

### Resultados nas grandes voltas

#### Tour de France
| - 1956 : 10.º - 1957 : abandono - 1958 : 76.º - 1960 : 65.º - 1957 : 17.º - 1958 : 16.º - 1961 : 18.º, vencedor da 9.º etapa | - Campeão de Portugal de velocidade em 1954, 1955, 1956, 1958 e 1959 - 1960 - Campeão de Portugal de ciclocross - 1961 - Campeão de Portugal de ciclocross |

### Outros resultados
| - 1951 - Circuito de Malveira - 1953 - Circuito de Malveira - 1955 - Tour do Sul do Save - Circuito de Malveira - 1956 - Circuito dos Campeões - Circuito de Curia - Circuito de Malveira - 8.º nos Quatro Dias de Dunquerque - 1957 - Circuito de Curia - Critérium de Lisboa - Critérium de Porto - Circuito de Santo Tirso - 24.º na Paris-Nice - 1958 - Circuito de Alpiarça - Circuito dos Campeões - Critérium de Figueira - Circuito de Curia - Circuito de Grândola - 1.ª etapa do Porto-Viseu-Porto | - 1959 - Circuito de Alenquer - Circuito des Vendanges - Circuito de Fafe - Circuito de Famalicão - Circuito de Vila da Feira - Grande Prêmio Cidla : - Classificação geral - 2.ª, 4.ª e 5.ª etapas - Circuito de Malveira - Critérium de Narbonne - Circuito de Rio Maior - Circuito de Santo Tirso - Grande Prêmio Vilar : - Classificação geral - 2.ªa, 2.ªb, 3.ªa e 7.ªa etapas - 1960 - Circuito de Malveira - Grande Prêmio Vilar : - Classificação geral - 3.ªa, 4.ªa, 4.ªb, 5.ª, 7.ª, 8.ªb, 9.ªa e 9.ªb etapas - 1961 - Circuito dos Campeões - Circuito de Vila da Feira - Dois dias da Figueira da Foz |

### Distinções
- Ciclistas do ano do CycloLusitano : 1951, 1954, 1956, 1958, 1959
- Em 1990, recebeu a medalha de mérito desportivo
- Em janeiro de 2007, foi condecorado com a Medalha de Ouro da Juventude e dos Desportos de França.